# Kurt Heinrichs
Kurt Heinrichs (* 13. Dezember 1894 in Fallingbostel; † 18. Februar 1971 in Osnabrück) war ein leitender Verwaltungsbeamter des Landes Niedersachsen, zuletzt als Regierungspräsident des Regierungsbezirks Aurich.

## Leben
Heinrichs war der Sohn des Regierungspräsidenten und preußischen Unterstaatssekretärs Adolf Heinrichs und machte 1912 sein Abitur am Johanneum Lüneburg. Er studierte an der Universität Grenoble, in Göttingen und in Kiel Jura und legte 1917 beim Oberlandesgericht Celle sein Erstes Staatsexamen ab. In Göttingen wurde er wie sein Vater Mitglied des Corps Hannovera. 1918–1926 war er Mitglied der nationalkonservativen Deutschnationalen Volkspartei (DNVP). Ab 1919 leistete er seine Referendarzeit in Hannover. 1920 wurde er in Göttingen zum Dr. iur. promoviert. Er bestand im selben Jahr das Zweite Staatsexamen und trat als Assessor in den preußischen Verwaltungsdienst, zunächst bei der Regierung in Stettin und ab 1922 bei den Landräten im Kreis Blumenthal und im Kreis Wesermünde. 1927 wurde er zum Regierungsrat bei der Regierung in Kassel befördert. Von 1930 bis 1933 war er Mitglied der Konservativen Volkspartei (KVP). 1932 wurde er kommissarischer Polizeidirektor in Wilhelmshaven. Im Januar 1933 wurde er zunächst kommissarischer Landrat im Landkreis Einbeck. Zum 1. Mai 1933 trat Heinrichs der NSDAP bei (Mitgliedsnummer 3.120.550) und wurde im Juni 1933 als Landrat im Landkreis Einbeck bestätigt. Seine Ehefrau Annemarie war bei der NS-Frauenschaft aktiv und wurde später Ortsfrauenschaftsleiterin in Einbeck. In der Zeit von 1941 bis 1945 war Heinrichs als Ministerialrat in der Kommunalabteilung des Reichsinnenministeriums tätig. 1948 wurde er in den Dienst des neuen Landes Niedersachsen bei der Bezirksregierung in Osnabrück übernommen, wo er von 1952 bis 1957 als Regierungsvizepräsident tätig war. Von 1957 bis 1959 war er Regierungspräsident des Regierungsbezirks Aurich.

## Schriften
- Göttinger Hannoveraner im Dienste des Königs von Hannover. Einst und Jetzt, Jahrbuch des Vereins für corpsstudentische Geschichtsforschung, Bd. 14 (1969), S. 176–187.